# Charlie Burse
Charlie Burse (* 25. August 1901 in Decatur, Alabama; † 20. Dezember 1965 in Memphis, Tennessee) war ein US-amerikanischer Blues-Musiker. Der Gitarrist, Banjo-, Mandolinen- und Ukulele-Spieler Burse, bisweilen Uke Kid genannt, ist am bekanntesten als Mitglied der Memphis Jug Band und langjähriger Partner von Will Shade.
1939 gründete Burse seine eigene Band, die Memphis Mudcats. Er trat auch solo und immer wieder zusammen mit Shade auf. Zu den Aufnahmen von Charlie Burse gehören u. a. Good Potatoes on the Hill, Weed Smoking Mama und Bottle Up and Go.
Mit der Zeit wurde es ruhig um die alten Memphis-Blues-Veteranen. 1956 wurden Burse und Shade vom Blues-Forscher Samuel Charters wiederentdeckt und erlebten eine beachtliche Popularität während des Folk- und Blues-Revival in den 1960er Jahren.
Charlie Burse starb 1965. Das Album Beale St. Mess Around, auf dem Burse noch einmal mit alten Blues- und Jugband-Kollegen zusammen spielte, erschien erst nahezu 10 Jahre nach seinem Tod.